# 極楽寺 (ペナン)
座標: 北緯5度23分58.29秒 東経100度16分25.43秒 / 北緯5.3995250度 東経100.2737306度

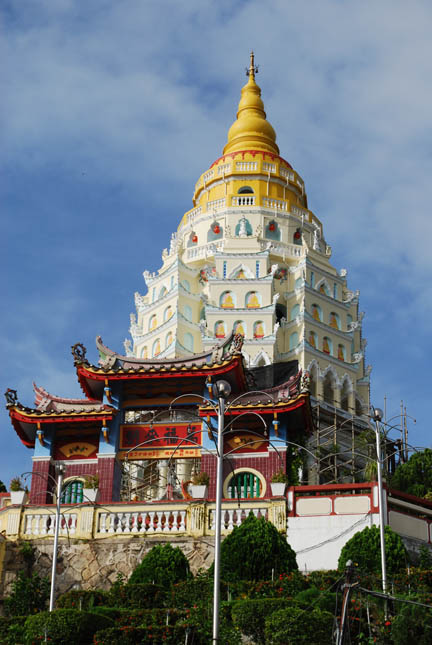
極楽寺

極楽寺（ごくらくじ、ケッロクシ Kek Lok Si）は、マレーシアのペナン州にある仏教寺院。ペナン島のアイルイタムの丘の上に位置する。

## 歴史

パゴダは層によって異なる様式を持つ

寺の開祖はジョージタウンのピット・ストリートの寺の住職だった妙蓮法師(Beow Lean)である。妙蓮は福州市の鼓山涌泉寺の僧だったが、1885年にペナンに渡り、アイルイタムの丘に寺を建立することを決断した。客家系の華人実業家である張弼士(Cheong Fatt Tze)、張煜南、謝春生(Chea Choon Seng)、戴喜雲(Tye Kee Yoon)、鄭景貴(Chung Keng Kooi)が資金を提供した。建築は1893年にはじまり、1904年に第1期の工事を完成した。清の光緒帝は極楽寺のために7万巻の経典や石碑を贈った。
寺はその後も拡張を続けた。高さ30メートルのパゴダ（万仏宝塔）が1915年から1930年にかけて作られた。1986年にはグラスファイバー製の観音像が作られたが壊れてしまい、2002年に青銅製の二代目に置き換えられた。高さ30.2メートル。
2015年にスリランカから仏舎利が寄贈された。

## 建築
極楽寺は数多くの建築物にあふれている。
- 非常に目立つパゴダは、下層が中国式の八角形の塔、中層がタイ式、上層がビルマ式という奇抜な構造をしている。
- 正殿（大雄宝殿）は1896年の古い建物で、扁額は光緒帝による。
- 青銅の巨大な観音像は30.2mの高さをもち、丘の高い所に鎮座している。斜行エレベーターでのぼる。

ほかに大士殿、天王殿、五方仏殿、無量寿塔、放生池などがある。

## ギャラリー

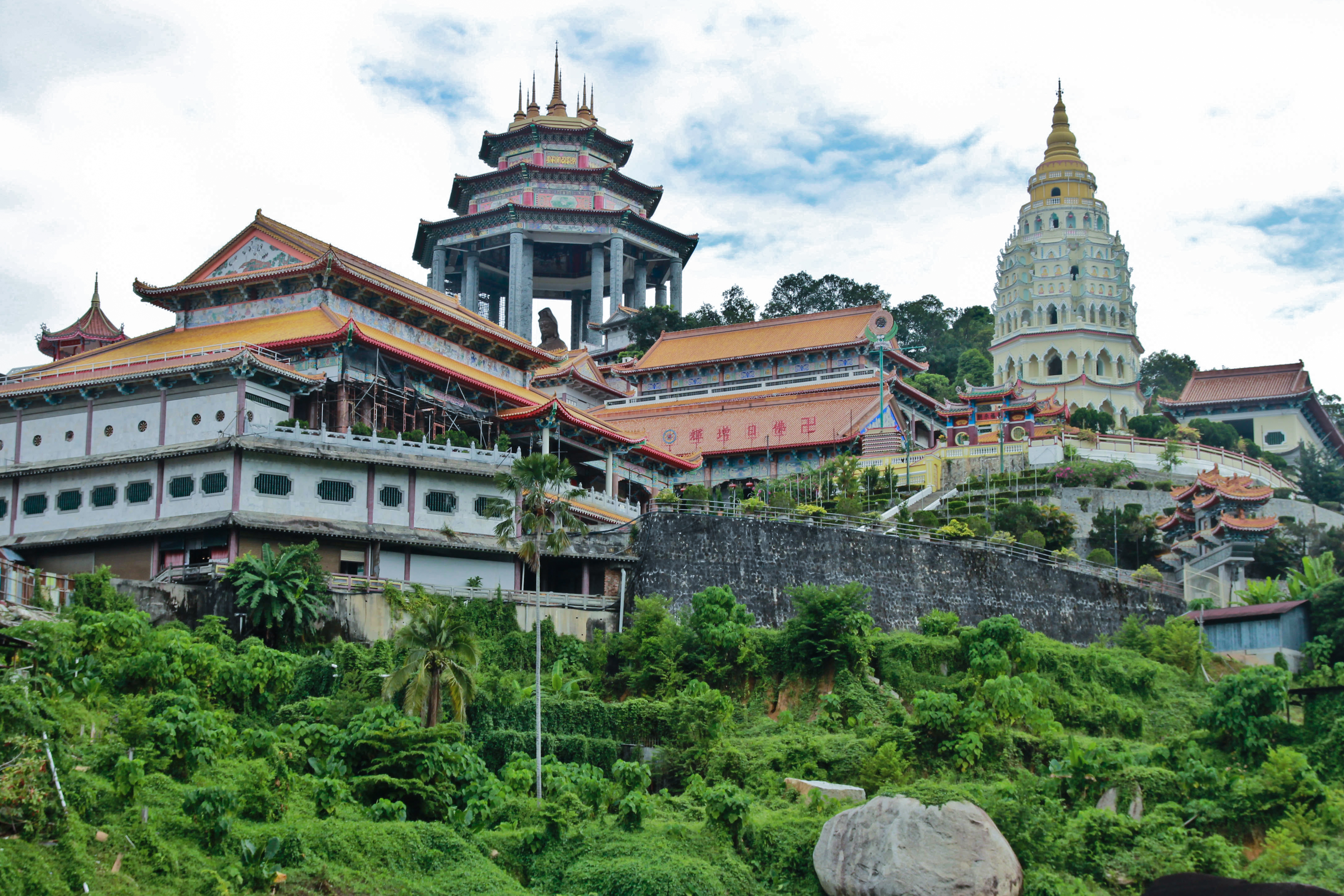
アイルイタムから見た極楽寺
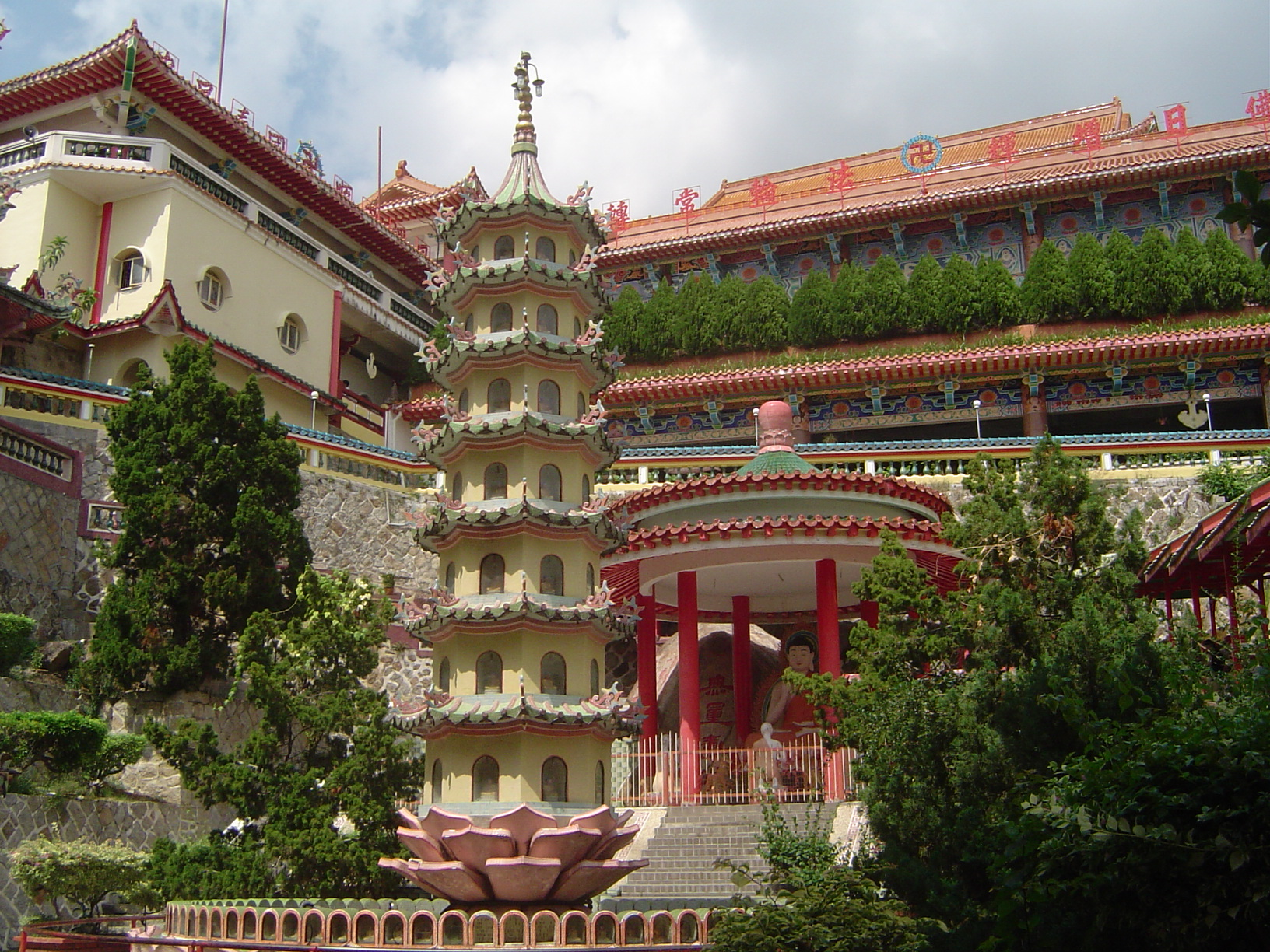
極楽寺内部
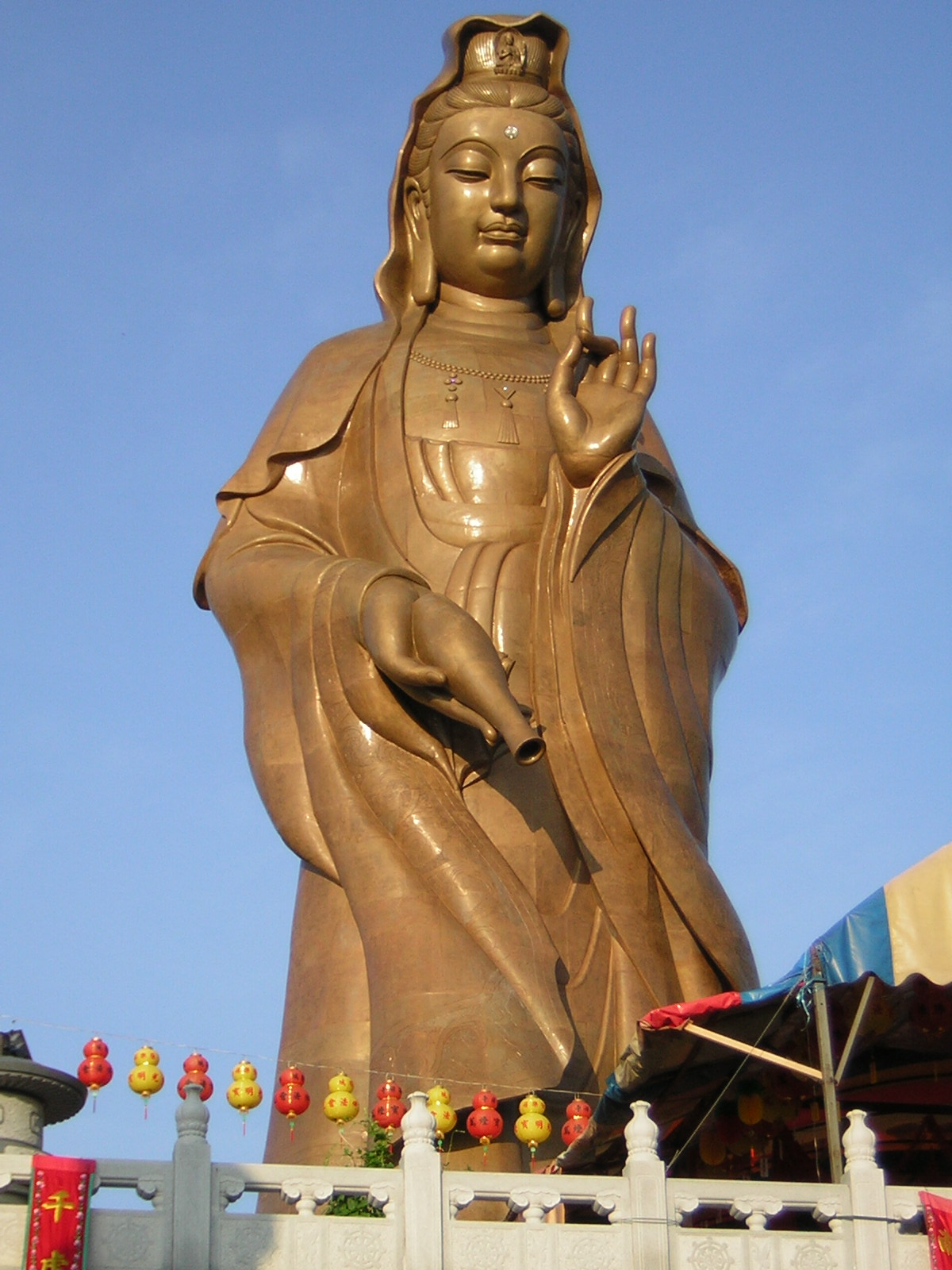
2002年に公開された観音像。現在は八角亭に囲まれている